# Brenda Schultz-McCarthy
Brenda Schultz-McCarthy (Haarlem, 28 de dezembro de 1970) é uma ex-tenista profissional holandesa.

## Grand Slam finais

### Duplas: 1 (0–1)
| Resultado | Ano  | Campeonato | Piso | Parceira      | Oponentes                      | Placar   |
| --------- | ---- | ---------- | ---- | ------------- | ------------------------------ | -------- |
| Vice      | 1995 | US Open    | Duro | Rennae Stubbs | Gigi Fernández Natasha Zvereva | 7–5, 6–3 |

### Duplas Mistas: 1 (0–1)
| Resultado | Ano  | Campeonato       | Piso   | Parceiro         | Oponentes                | Placar   |
| --------- | ---- | ---------------- | ------ | ---------------- | ------------------------ | -------- |
| Vice      | 1988 | Aberto da França | Saibro | Michiel Schapers | Lori McNeil Jorge Lozano | 7–5, 6–2 |

### Olimpíadas

#### Duplas: 1 (0–1)
| Resultado | Ano  | Local   | Piso | Parceira        | Oponentes                         | Placar   |
| --------- | ---- | ------- | ---- | --------------- | --------------------------------- | -------- |
| 4° Lugar  | 1996 | Atlanta | Duro | Manon Bollegraf | Conchita Martínez Arantxa Sánchez | 6–1, 6–3 |